# 奥伯布吕克
奥伯布吕克（法語：Oberbruck，法語發音：[obəʁbʁyk] ⓘ 或 [obəʁbʁuk]）是法国上莱茵省的一个市镇，属于坦恩-盖布维莱尔区。

## 地名
前缀“Ober-”在德语中意为“上”，且该地通过基什贝格与尼德布吕克（Niederbruck ，前缀“Nieder-”在德语中意为“下”）相连。

## 地理
奥伯布吕克（47°48'33"N, 6°56'33"E）面积4.3 平方千米，位于法国大東部大區上莱茵省，该省份为法国东部内陆省份，是阿尔萨斯的一部分，今与下莱茵省组成了阿尔萨斯欧洲集体，其北临下莱茵省，西接孚日省，西南接贝尔福地区省，东侧沿莱茵河与德国相望，南与瑞士接壤。
与奥伯布吕克接壤的市镇（或旧市镇、城区）包括：里姆巴克普雷马瑟沃、塞文、多勒伦、摩泽尔河畔圣莫里斯。
奥伯布吕克的时区为UTC+01:00、UTC+02:00（夏令时）。

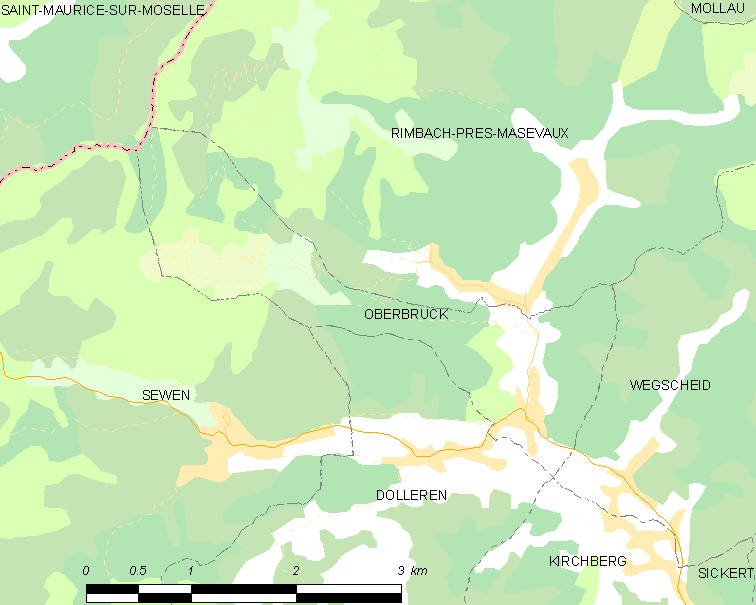
奥伯布吕克的OSM定位图

## 行政
奥伯布吕克的邮政编码为68290，INSEE市镇编码为68239。

## 政治
奥伯布吕克所属的省级选区为马斯沃-尼德布吕克县。

## 人口

1962-2008年间奥伯布吕克人口变化图示

奥伯布吕克于2022年1月1日时的人口数量为390人。